# Palacio de Nurul Iman
El Palacio de Nurul Iman (en malayo: Istana Nurul Iman, que es un nombre de origen persa y árabe que quiere decir "Palacio de la Luz de la Fe") es la residencia oficial del sultán de Brunéi, Hassanal Bolkiah, y la sede del gobierno de ese país asiático. El palacio está situado en una extensión arbolada, junto a las colinas a orillas del río Brunéi, a pocos kilómetros al sur de Bandar Seri Begawan, capital de Brunéi.
El nombre de "Istana Nurul Iman" es tomado del persa Astane y del árabe Nur-ol Imaan y significa Palacio de la luz de la fe. Fue diseñado por el arquitecto filipino Leandro Locsin, que utilizó un motivo arquitectónico de cúpulas doradas y techos abovedados haciéndose eco de las influencias islámicas y malayas de Brunéi. El trabajo fue encomendado a la firma también filipina "Ayala Internacional".
Al terminar, Istana Nurul Iman, se convirtió en el mayor palacio residencial en el mundo y la mayor residencia unifamiliar jamás construida. El palacio contiene 1.788 habitaciones, 257 baños, un salón de banquetes que puede expandirse para alojar hasta 5.000 invitados y una mezquita con capacidad para 1.500 personas. El palacio también incluye un garaje para 110 vehículos, un establo con aire acondicionado para los 200 ponis de polo del sultán, y 5 piscinas. En total, Istana Nurul Iman contiene 2.152.782 pies cuadrados (200.000 m²) de superficie útil. Debido a su enorme tamaño, Istana Nurul Iman hace uso de 564 lámparas de araña, 51.000 bombillas, 44 escaleras y 18 ascensores.